# Мехцин
Мехцин (пол. Miechcin, нім. Mexe) — село в Польщі, у гміні Понець Гостинського повіту Великопольського воєводства.
Населення — 93 особи (2011).
У 1975-1998 роках село належало до Лешненського воєводства.

## Демографія
Демографічна структура станом на 31 березня 2011 року:
|          | Загалом | Допрацездатний вік | Працездатний вік | Постпрацездатний вік |
| -------- | ------- | ------------------ | ---------------- | -------------------- |
| Чоловіки | 43      | 8                  | 34               | 1                    |
| Жінки    | 50      | 10                 | 32               | 8                    |
| Разом    | 93      | 18                 | 66               | 9                    |